# Roland Garber
Roland Garber (ur. 27 sierpnia 1972 w Wiedniu) – austriacki kolarz torowy i szosowy, srebrny medalista torowych mistrzostw świata.

## Kariera
Pierwszym sukcesem w karierze Rolanda Garbera było zdobycie srebrnego medalu mistrzostw Austrii juniorów w kolarstwie szosowym. Dziewięć lat później został wicemistrzem kraju seniorów w indywidualnej jeździe na czas, a na igrzyskach olimpijskich w Sydney w 2000 roku wspólnie z Franzem Stocherem zajął piąte miejsce w madisonie. Największy sukces w karierze osiągnął podczas mistrzostw świata w Kopenhadze w 2002 roku, gdzie razem ze Stocherem zajął drugie miejsce w madisonie, ulegając tylko parze francuskiej Jérôme Neuville – Franck Perque. W tym samym składzie drużyna austriacka zajęła ósme miejsce w madisonie na igrzyskach olimpijskich w Atenach w 2004 roku. Ponadto Garber jest wielokrotnym mistrzem Austrii.